# Aloe trachyticola
Aloe trachyticola é uma espécie de liliopsida do gênero Aloe, pertencente à família Asphodelaceae.